# Reppelstedt
Reppelstedt ist eine wüste Feldmark südwestlich der Stadt Bad Belzig, die im Landkreis Potsdam-Mittelmark in Brandenburg liegt.

## Lage
Die genaue Lage der Feldmark ist bislang unbekannt. In Lehnsbriefen wurde die Siedlung regelmäßig zwischen Petzdorf und Medewitz erwähnt, müsste demnach zwischen Jeserig/Fläming und Wiesenburg/Mark gelegen haben.

## Geschichte
Die erste urkundliche Erwähnung stammt aus dem Jahr 1487 als Reppenstede und war zu dieser Zeit vermutlich schön wüst. Sie gehörte vor 1487 bis 1755 der Familie Brandt von Lindau. Die Feldmark erschien 1525 erneut als repperstett und 1592 als Röppelstädt wüste. Sie kam 1755 für zehn Jahre in den Besitz der Familie Trotta genannt Treyden, die sie an die von Watzdorf verkauften. Vermutlich ist sie in der Feldmark von Jeserig oder im Forst Wiesenburg aufgegangen und wurde nicht wieder besiedelt.